# Измаел
Измаел или Исмаило (хебр.  — „Бог чује”) је библијска старозаветна личност, син Аврамов и праотац Исмаилћана, то јест Арабљана.
Његов живот описан је у 16, 17. и 21. глави Књиге постања. Наратив говори да је рођен од Аврама и његове слушкиње Агаре, по захтеву жене му Саре, која је била нероткиња. Бог потом дарује Авраму са Саром сина Исака, који прима божији благослов. Сара наговара Аврама да протера Измаела и његову мајку, не желећи да он буде санаследник њеног сина. Агара и Измаел лутају по пустињи, али уз божију помоћ налазе воде и преживљавају. Измаел расте, постаје стрелац, жени се, и коначно постаје родоначелник свог народа, испунивши пророчанство изречено Агари:
Опет јој рече анђео Господњи: Умножићу веома сјеме твоје да се неће моћи пребројати од множине. Још јој рече анђео Господњи: Ето си трудна, и родићеш сина, и надјени му име Исмаило; јер је Господ видио муку твоју. А биће човјек убојица; рука ће се његова дизати на свакога а свачија на њега, и наставаће на погледу свој браћи својој.— Књига постања 16. 10-12
Измаел се по арапском имену Исмаил (арап. إِسْمَاعِيل) такође помиње и у Курану. У исламској традицији он се сматра пророком, а његов живот описан је у сличним цртама. Афирмише се његово родоначелништво Арабљана, и верује се да је пророк Мухамед његов далеки потомак.